# Vinograd, Cozmeni
Vinograd (în ucraineană Виноград, transliterat: Vînohrad) este un sat în raionul Cozmeni din regiunea Cernăuți (Ucraina), depinzând administrativ de comuna Stăneștii de Jos. Are 196 locuitori, în totalitate  ucraineni (ruteni).
Satul este situat la o altitudine de 336 metri, în partea de sud-vest a raionului Cozmeni.

## Istorie
Localitatea Vinograd a făcut parte încă de la înființare din regiunea istorică Bucovina a Principatului Moldovei. După anexarea Bucovinei de către Imperiul Habsburgic în anul 1775, localitatea Vinograd a făcut parte din Ducatul Bucovinei, guvernat de către austrieci, făcând parte din districtul Stăneștii de Jos (în germană Unterstanestie). 
După Unirea Bucovinei cu România la 28 noiembrie 1918, satul Vinograd a făcut parte din componența României, în Plasa Ceremușului a județului Storojineț. Pe atunci, majoritatea populației era formată din ucraineni, existând și o comunitate de români.
Ca urmare a Pactului Ribbentrop-Molotov (1939), Bucovina de Nord a fost anexată de către URSS la 28 iunie 1940, reintrând în componența României în perioada 1941-1944. Apoi, Bucovina de Nord a fost reocupată de către URSS în anul 1944 și integrată în componența RSS Ucrainene. 
Începând din anul 1991, satul Vinograd face parte din raionul Cozmeni al regiunii Cernăuți din cadrul Ucrainei independente. Conform recensământului din 1989, din cei 184 locuitori ai satului, toți s-au declarat de etnie ucraineană . În prezent, satul are 196 locuitori, în totalitate ucraineni.

## Demografie
Componența lingvistică a localității Vinograd
     Ucraineană (100%)
Conform recensământului din 2001, toată populația localității Vinograd era vorbitoare de ucraineană (100%).
1989: 184 (recensământ)
2007: 196 (estimare)